# Igreja de São Casimiro
A Igreja de São Casimiro é um local de culto localizada na Cidade Nova em Varsóvia, na Polónia, construída entre 1688 e 1689 e reconstruída entre 1949 e 1955. É um monumento barroco com planta central, um projecto do eminente arquiteto Tylman Gameren. Na praça em frente à igreja existe um poço antigo.

## História
A rainha Marie Casimire tomou conta do Palácio Kotowski, construído por Tylman van Gameren em 1682, e transformou-o num mosteiro de freiras beneditinas em 1688. A sua neta Marie-Charlotte Sobieska está ali sepultada num túmulo esculpido por Lorenzo Matt ielli. Destruído por um bombardeamento alemão em 1944, foi reconstruído no seu estado original de 1948 a 1952.

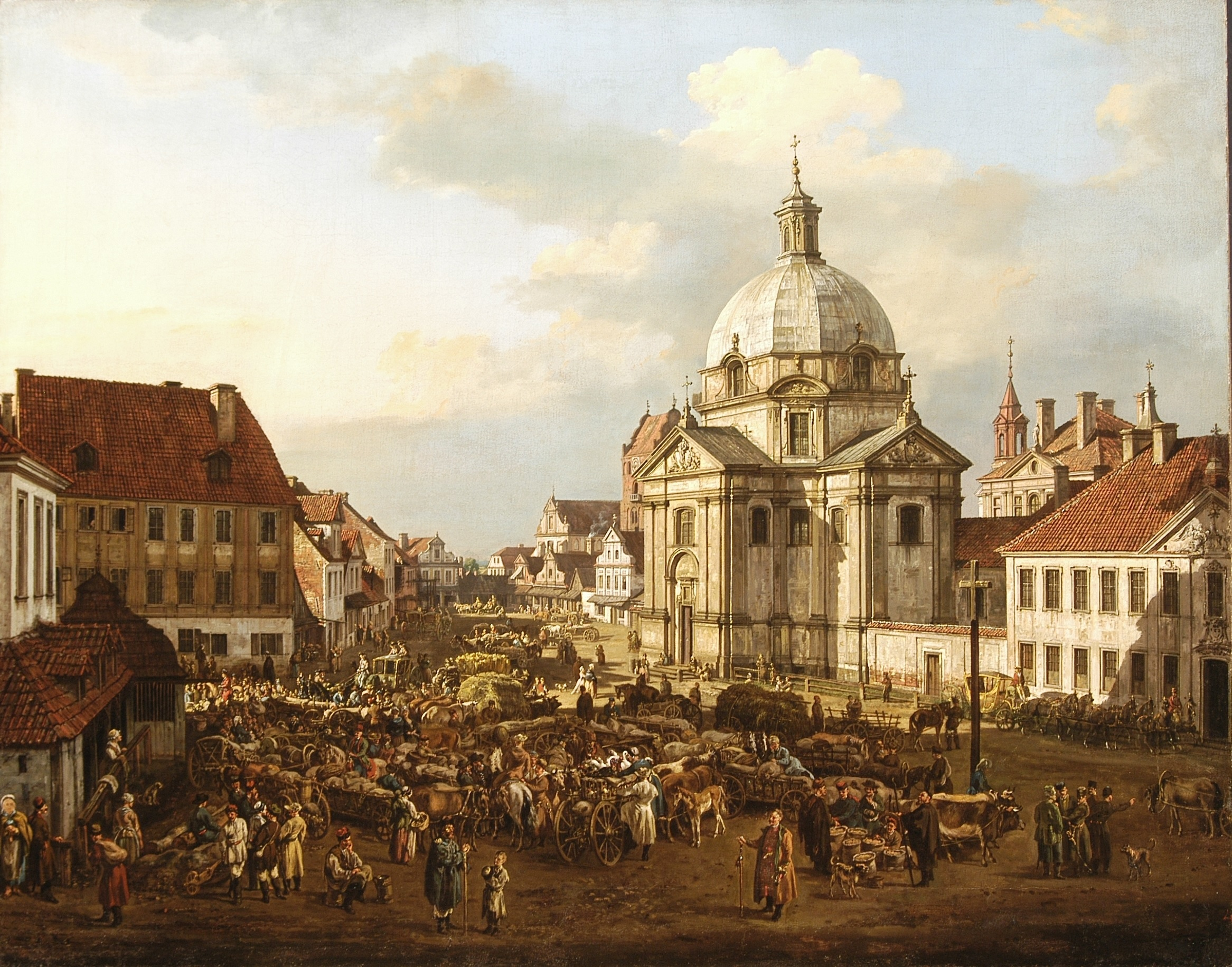
Praça do Mercado em Varsóvia com a Igreja de São Casimiro, de Bernardo Bellotto Canaletto, 1770.
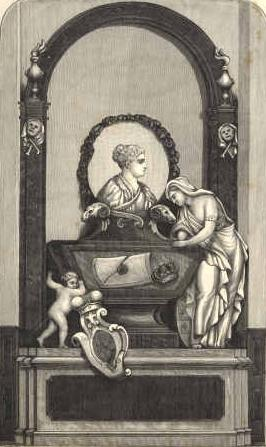
Gravura do século XIX.
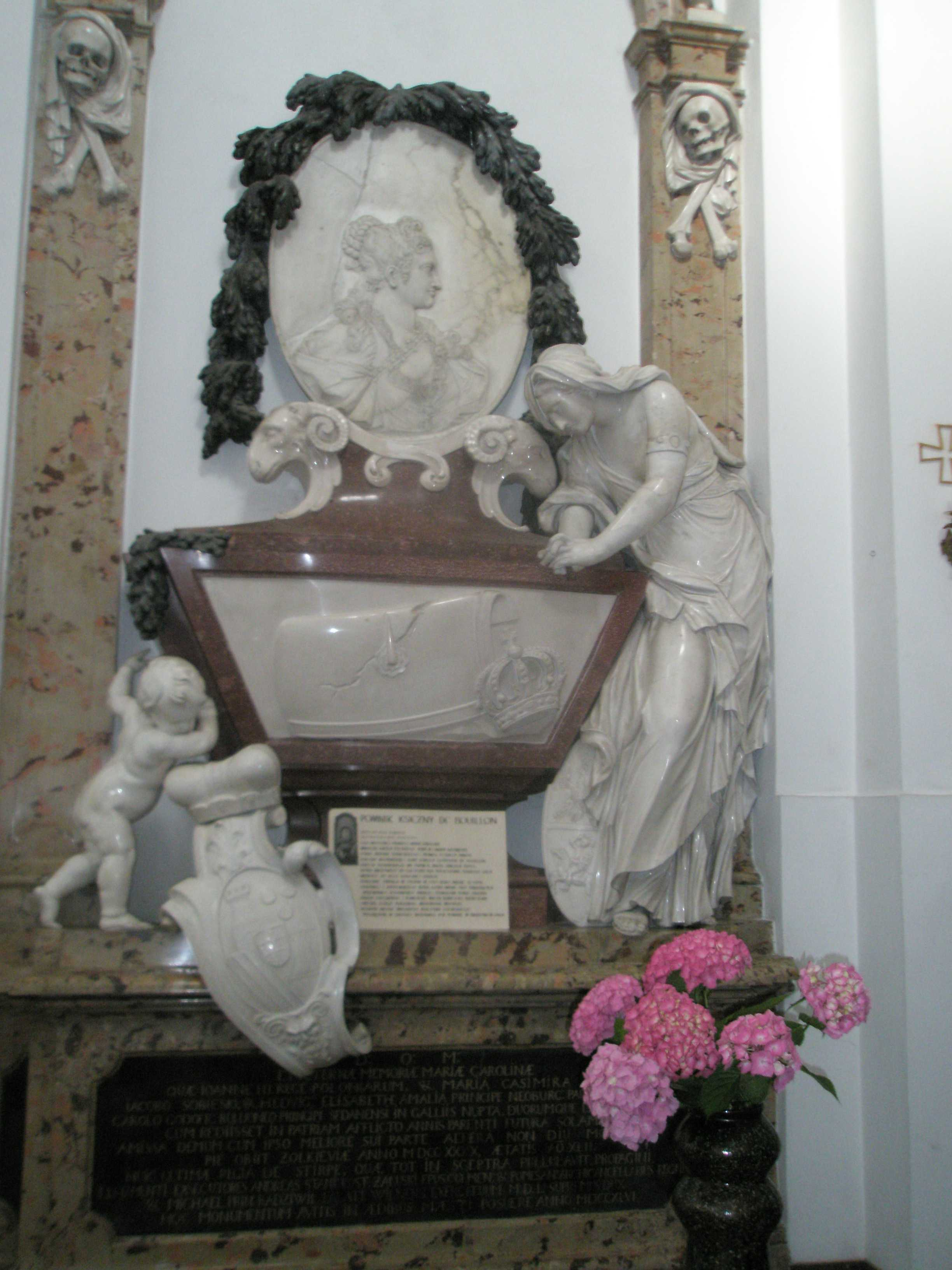
Visão Geral.
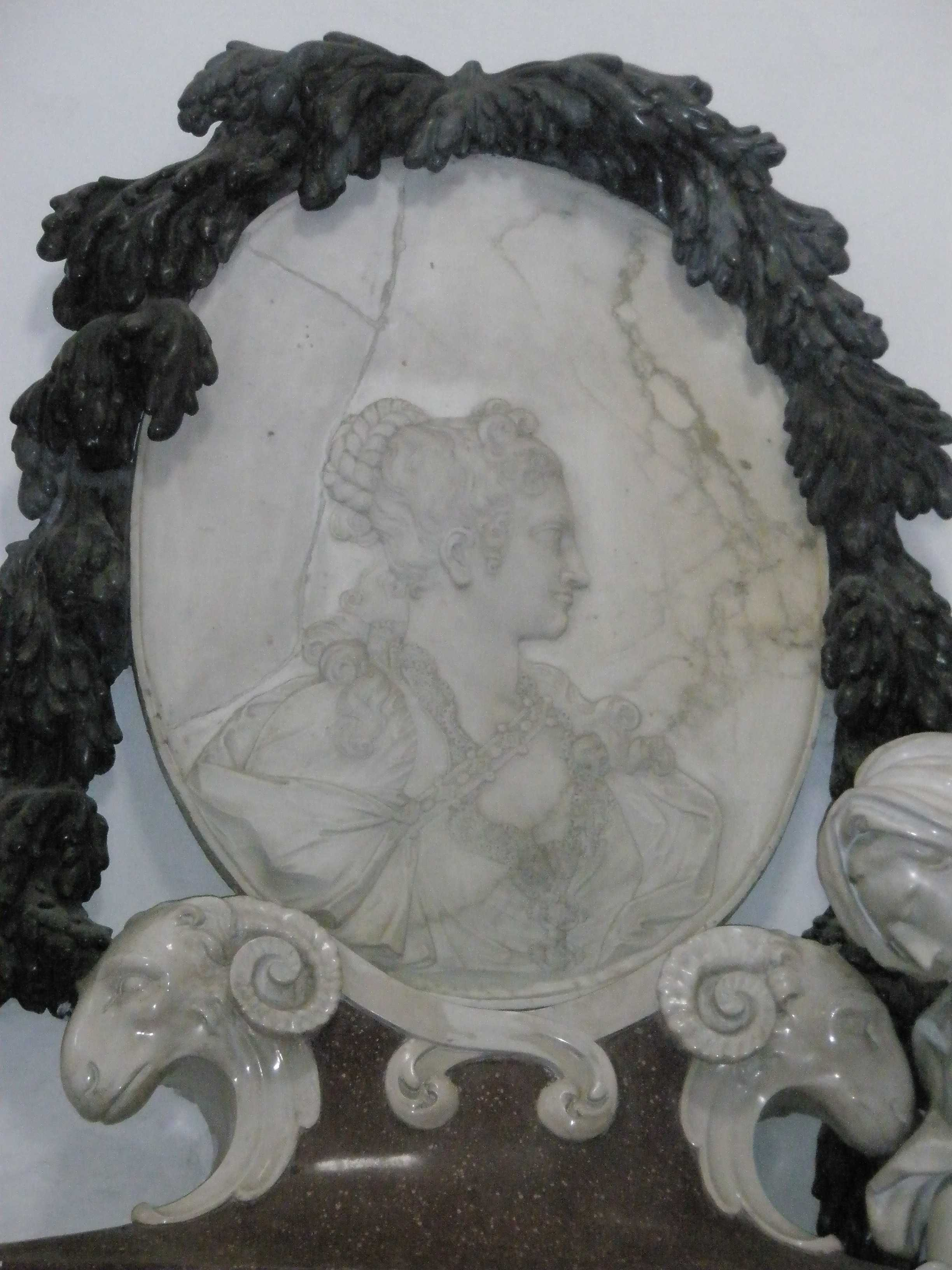
Busto de Charlotte.
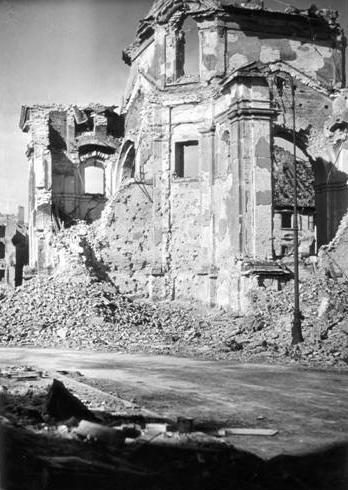
Ruinas da igreja de l'église depois da Segunda Grande Guerra
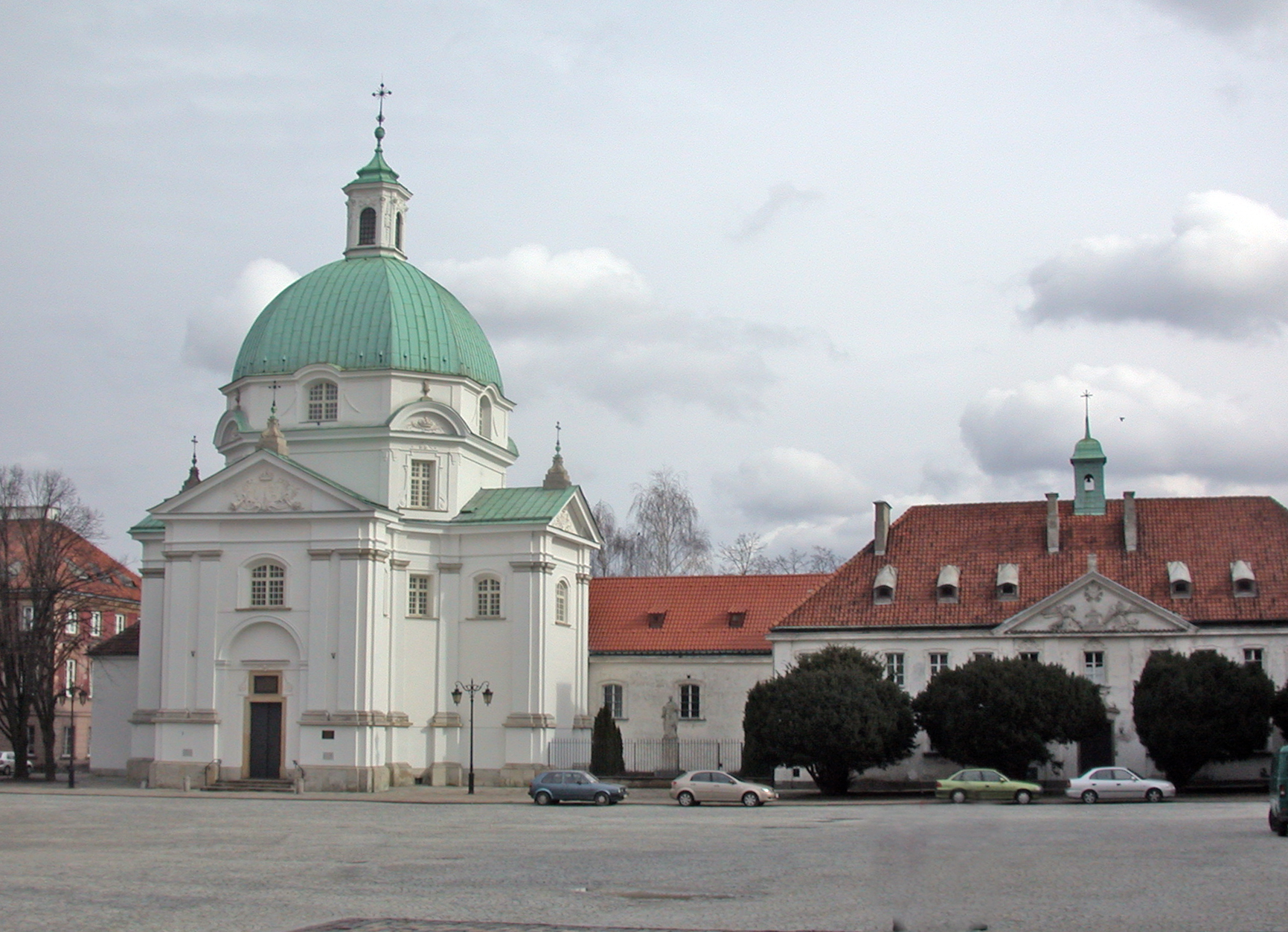
A igreja na praça da cidade nova